# Polder Nieuwkoop en Noorden
Het waterschap Polder Nieuwkoop en Noorden was een waterschap in de gemeente Nieuwkoop in de Nederlandse provincie Zuid-Holland.
De polder werd in 1632 gesticht en werd pas in 1857 een inliggend waterschap van het Hoogheemraadschap van Rijnland.
Het wapen bevat in het bovenste deel het wapen van de ambachtsheren van Nieuwkoop sinds 1617, de familie de Bruyn van Buytewech. De turfwinning wordt weergegeven op de onderste helft van het schild, de stapels turf op de legakkers, doorsneden met petgaten, waar de turf al was weggebaggerd.